# Sankt Johannes Teologens ortodoxa kyrka, Bač
Sankt Johannes Teologens ortodoxa kyrka, (serbisk kyrilliska: Православна црква Светог Јована Богослова; latinska: Pravoslavna crkva Svetog Jovana Bogoslova) eller enbart Johannes Teologens kyrka, är en serbisk-ortodox kyrkobyggnad belägen i staden Bač, i distriktet Södra Bačka i provinsen Vojvodina, i norra Serbien.
Kyrkan är helgad åt aposteln Johannes och tillhör det serbisk-ortodoxa stiftet Bačkas stift.

## Historik
Sankt Johannes Teologens ortodoxa kyrka i Bač började att byggas år 1992 och stod färdig 2007.

## Inventarier
Inne i kyrkan finns en ikonostas gjord av trä.

## Övrigt
Nära kyrkan finns ett församlingshem.

## Bilder

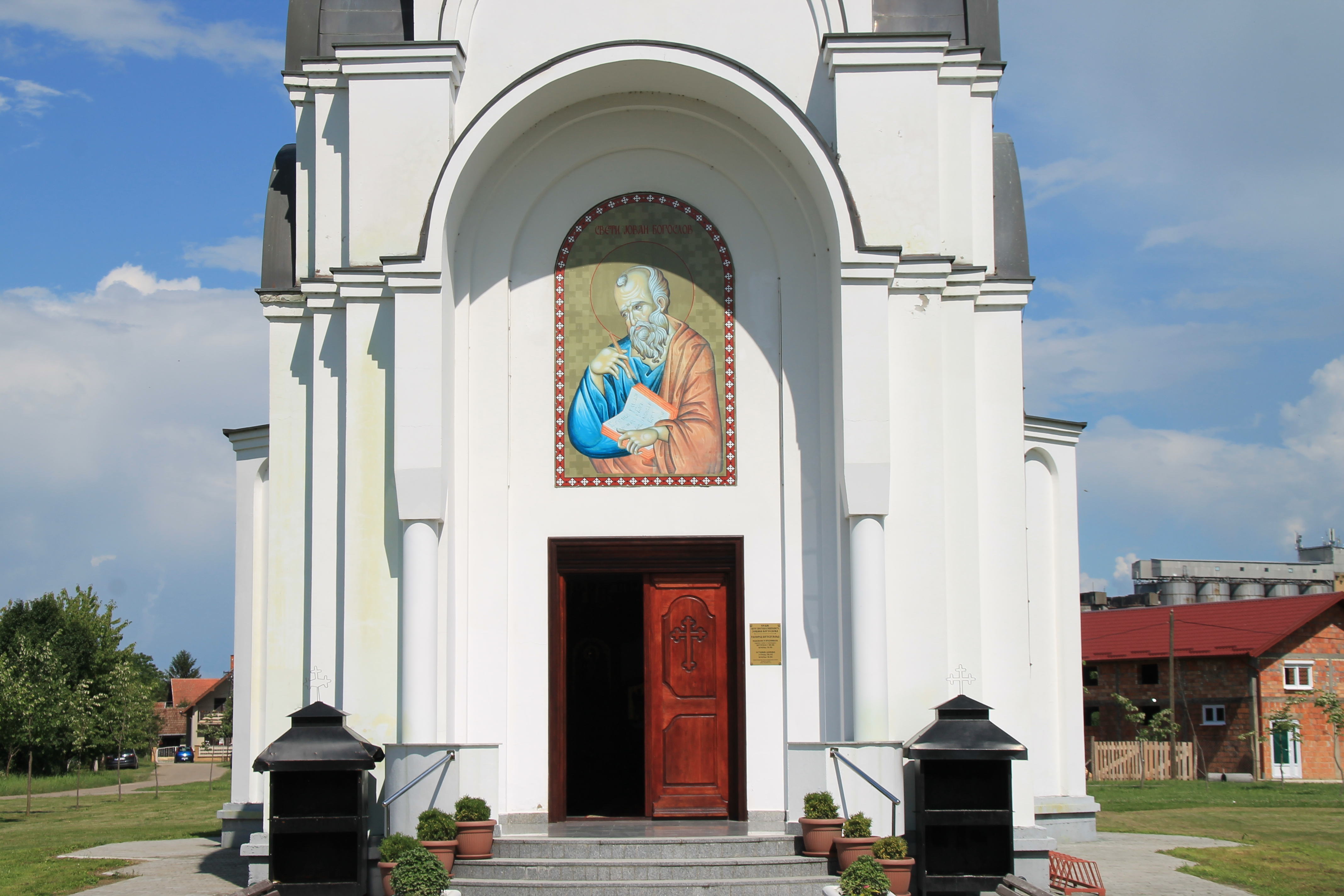
Ingången.
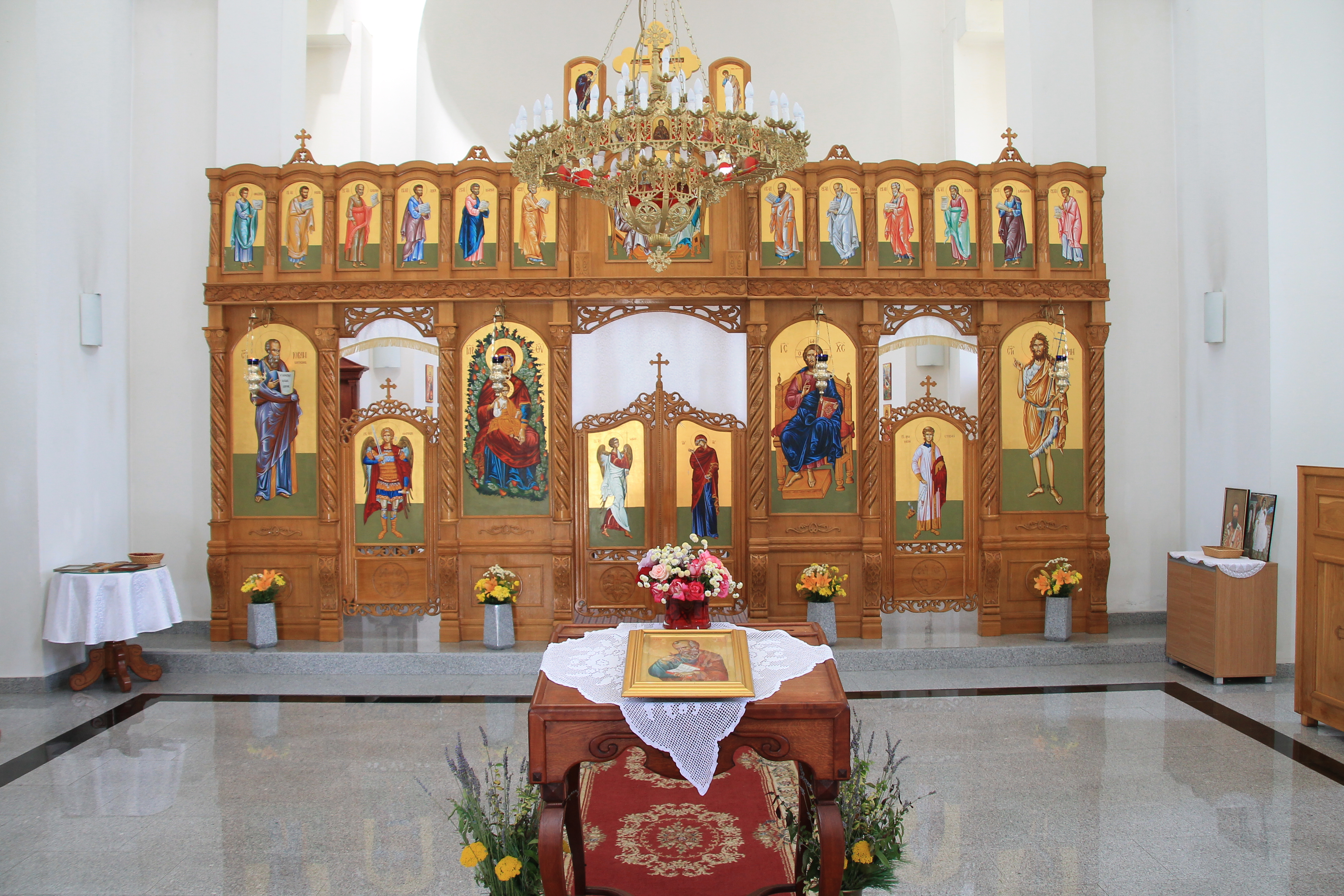
Kyrkans interiör mot ikonosatsen.